# EU-3
Die Abkürzung EU-3 wird für die Gruppe der drei wirtschaftlich stärksten und politisch einflussreichsten Staaten der Europäischen Union (EU) verwendet.

Bis zum Austritt des Vereinigten Königreichs aus der EU 2020 bezog sich die Abkürzung auf Großbritannien, Frankreich und Deutschland. Seither wird diese Staatengruppe E3 genannt oder verwendet diese Abkürzung zur Identifikation, d. h.
E3: Großbritannien, Frankreich und Deutschland
Die Abkürzung EU-3+3 bezeichnet hierbei die Staatengruppen: Vereinigtes Königreich, Frankreich und Deutschland; sowie die Vereinigten Staaten, Russland und China. Die Abkürzung wurde geprägt, da diese sechs Staaten sich seit mehreren Jahren mit diplomatischen Mitteln um das kriselnde iranische Atomprogramm bemühen, siehe Joint Comprehensive Plan of Action (JCPOA). Hintergrund ist, dass seit dem Jahr 2002 einige (vorher unbekannte) iranische Kernanlagen bekannt wurden, die zunächst nicht von der IAEO inspiziert wurden oder bei denen Inspektoren nur teilweise Zugang hatten. Schlussendlich wird vermutet, dass die Anlagen nicht nur für friedliche Zwecke (Atomenergie), sondern auch für militärische Zwecke (Kernwaffen) genutzt werden oder genutzt werden könnten. Aufgrund gescheiterter Verhandlungen und anderer Beweggründe wurden die Anlagen im Juni 2025 durch einen Präventivschlag der israelischen Streitkräfte und später auch durch die USA bombardiert, vgl. der Israelisch-iranische Krieg.
Weitgehend synonym zu EU-3+3 sind auch die Abkürzungen E3+3, E3/EU+3 (EU-3 + Hoher Vertreter der Europäischen Union für Außen- und Sicherheitspolitik + 3).
Eine weitere Abkürzung im Zusammenhang mit dem iranischen Atomprogramm ist P5+1.

## Entwicklungen
Seit dem Brexit wird statt Großbritannien zumeist Italien als dritter Staat neben Deutschland und Frankreich genannt. Diese drei Länder machen zusammen mehr als die Hälfte der gesamten Wirtschaftsleistung der Europäischen Union aus.